# Smittina fragaria
Smittina fragaria är en mossdjursart som beskrevs av Moyano 1983. Smittina fragaria ingår i släktet Smittina och familjen Smittinidae. Inga underarter finns listade i Catalogue of Life.